# Phyllonorycter yakusimensis
Phyllonorycter yakusimensis là một loài bướm đêm thuộc họ Gracillariidae. Loài này có ở Nhật Bản (Kyūshū).
Sải cánh dài 9-9.5 mm.
Ấu trùng ăn Rhododendron tashiroi. Chúng ăn lá nơi chúng làm tổ.